# كازوكي كوتيرا
كازوكي كوتيرا (باليابانية: 小寺 一生) (10 يوليو 1983 في شيغا في اليابان – )؛ هو لاعب كرة قدم ياباني سابق كان يلعب كلاعب وسط.

## وصلات خارجية
- كازوكي كوتيرا على موقع رابطة كرة القدم اليابانية للمحترفين (اليابانية)